# Capricorns
Capricorns est un groupe de sludge et doom metal progressif et instrumental britannique,, originaire de Londres. Le groupe mêle des éléments de sludge, doom et de guitare issue du math rock. La formation comprenait le guitariste Nathan Dylan Bennett, le guitariste Kevin Williams, le bassiste Dean Berry et le batteur Nathan Perrier. Il s'inspire des films d'horreur italiens et font participer d'anciens membres d'Orange Goblin et Iron Monkey,,.

## Biographie
Carpicorns est formé en 2003. En 2005, ils enregistrent un premier album, Ruder Forms Survive après la sortie de leur EP homonyme trois titres (2004). 2005 assiste aussi à la tournée du groupe au Royaume-Uni avec Electric Wizard. En 2008, ils publient leur deuxième album studio, River, Bear Your Bones au label Rise Above Records,, et se séparent la même année.

## Membres
- Nathan Bennett (Alabaster Suns) - guitare
- Kevin Williams (Alabaster Suns) - guitare
- Nathan Perrier (11 Paranoias) - batterie
- Dean Berry (Iron Monkey) - basse
- Chris Turner (Orange Goblin) - batterie

## Discographie

### Albums studio
- 2005 : Ruder Forms Survive
- 2008 : River, Bear Your Bones

### EP
- 2004 : Capricorns